# Dynamo Moskau (Bandy)
Der HK Dynamo Moskau (russisch Клуб «Динамо-Москва» по хоккею с мячом) ist die 1923 gegründete und heute eigenständige Bandy-Abteilung des russischen Sportclubs Dynamo Moskau.

## Geschichte

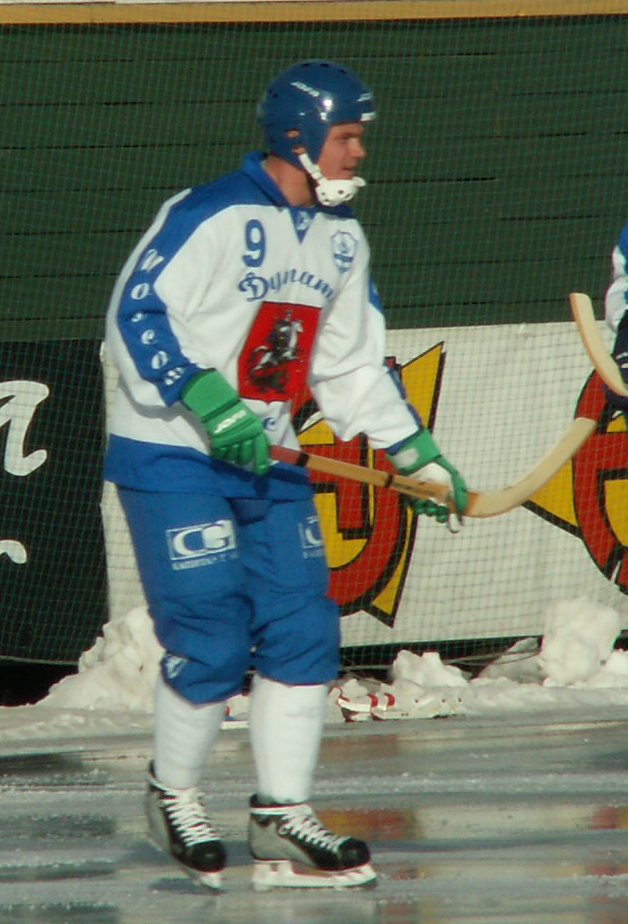
Alexander Tjukawin

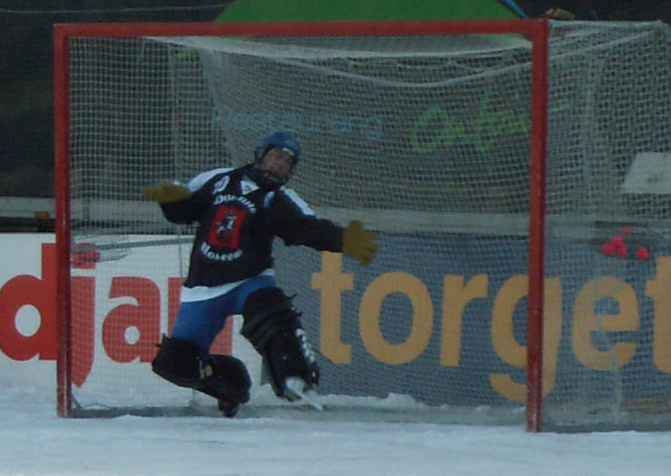
Kirill Chwalko

1936 debütierte der Verein in der ersten Austragung der höchsten Liga der Sowjetunion und gewann diese.  Insgesamt konnte Dynamo 15 mal die Wysschaja-Liga gewinnen. In den russischen Meisterschaften (in der höchsten Liga) feierte Dynamo sieben Meistertitel: 2006, 2007, 2008, 2009, 2010, 2012 und 2013. Der HK Dynamo Moskau gewann 2006, 2007 und 2013 den Bandy World Cup. 1975, 1976, 1977, 2006, 2008 und 2009 wurde der Europapokal gewonnen.

## Stadion
Dynamo trägt seine Heimspiele im Eispalast Krylatskoje aus.

## Bekannte Spieler
- Pawel Franz
- Jewgeni Iwanuschkin
- Sergei Lomanow jr.
- Waleri Maslow
- Juri Pantjuchow